# ケリー・ニコルズ
ケリー・ニコルズ（Kelly Nichols、1959年6月8日 - ）は、アメリカ合衆国出身の元ポルノ女優。

## 来歴
カリフォルニア州コビーナで生まれ育ち、高校卒業後にパサデナ のカレッジに通い、授業料を捻出するためにヌードモデルを開始。『ザ・ツールボックス・マーダーズ』(1978年) での端役や、1976年リメイク版の『キングコング』でのジェシカ・ラングの代役など、一般向けのハリウッド映画への出演も行った。
ウィリアム・マーゴールドとチャック・ヴィンセントに出会い、1979年にヴィンセントの監督による映画『ザット・ラッキー・スティッフ』でポルノ映画デビューを果たし、それからというもの50本以上のポルノ映画に出演。ヴィンセントのお気に入りの女優となり、XRCO殿堂入り映画『ルーム・メイツ/ブルーコア』など、数多のヴィンセント監督映画に出演している。
1986年に一度ポルノ映画界を離れ、その数年後に復帰し何本かのボンデージとSMの作品に出演した。1990年代から2000年代にかけてポルノ映画でのセックス無しの役を受け始め、いつしかポルノ映画の脚本および製作を行うようにもなった。

## 受賞
- 1983年 AFAA 最優秀主演女優賞 『歓痛する女 (In Love)』[2]
- 1993年 FSC 生涯功労賞
- 1995年 AVN殿堂顕彰[3]
- 1996年 Legends of Erotica[4]
- 1998年 XRCO殿堂顕彰[5]

## 出演作の一部
- 1979年 - 『That Lucky Stiff』
- 1980年 - 『下着をつけない女/ボン・アペタイト (Bon appétit)』
- 1980年 - 『セックス・ボート (Sexboat)』
- 1981年 - 『ROOM MATES/ブルーコア (Roommates)』
- 1981年 - 『ダーティー・ワイフ/放蕩 (Games Women Play)』
- 1982年 - 『夢性する女/エロベーション (The Mistress)』
- 1982年 - 『ハード・シンボル/精獣 (Society Affairs)』
- 1983年 - 『ハーレム・アーミー/締め女 (Puss 'n Boots)』
- 1983年 - 『ハリウッド・スキャンダル/悦楽の昼と夜 (Dixie Ray Hollywood Star)』
- 1983年 - 『Ｇ線上の快楽/かんつう (Corruption)』
- 1983年 - 『歓痛する女 (In Love)』
- 1984年 - 『A感アクトレス/バック・バイブ (Great Sexpectations)』
- 1985年 - 『タブー・アメリカン・スタイル (Taboo American Style)』
- 1985年 - 『カミングオブエンジェル/発禁女類 (A Coming of Angels, the Sequel)』
- 1985年 - 『エクスタシー・マシーン/もう止まらない (Slip Into Silk)』